# Nazionale maschile under 17 di football americano della Svezia
La nazionale di football americano Under-17 della Svezia è la selezione maschile di football americano della SAFF, che rappresenta la Svezia nelle varie competizioni ufficiali o amichevoli riservate a squadre nazionali Under-17.

## Dettaglio stagioni

### Amichevoli
| Stagione | Vin | Par | Per | Tot | PF  | PS | avversaria |
| -------- | --- | --- | --- | --- | --- | -- | ---------- |
| 2008     | 1   | 0   | 0   | 1   | 8   | 7  | Norvegia   |
| 2009     | 1   | 0   | 0   | 1   | 34  | 7  | Finlandia  |
| 2010     | 1   | 0   | 0   | 1   | 20  | 7  | Finlandia  |
| 2012     | 0   | 0   | 1   | 1   | 7   | 13 | Finlandia  |
| 2014     | 0   | 0   | 1   | 1   | 14  | 23 | Finlandia  |
| 2016     | 1   | 0   | 0   | 1   | 39  | 6  | Finlandia  |
| 2018     | 1   | 0   | 0   | 1   | 27  | 21 | Finlandia  |
| Totale   | 5   | 0   | 2   | 7   | 149 | 84 |            |

### Tornei

#### Campionato nordico
| Stagione | regular season | regular season | regular season | regular season | regular season | regular season | playoff | playoff | playoff | playoff | playoff | playoff       | playoff    |
|          | Vin            | Par            | Per            | Tot            | PF             | PS             | Vin     | Per     | Tot     | PF      | PS      | risultato     | avversaria |
| -------- | -------------- | -------------- | -------------- | -------------- | -------------- | -------------- | ------- | ------- | ------- | ------- | ------- | ------------- | ---------- |
| 2008     |                |                |                |                |                |                | 0       | 1       | 1       | 6       | 33      | Secondo posto | Finlandia  |
| 2011     |                |                |                |                |                |                | 2       | 0       | 2       | 52      | 23      | Campioni      | Finlandia  |
| 2013     |                |                |                |                |                |                | 1       | 1       | 2       | 33      | 20      | Secondo posto | Finlandia  |
| 2015     |                |                |                |                |                |                | 2       | 0       | 2       | 71      | 23      | Campioni      | Finlandia  |
| Totale   |                |                |                |                |                |                | 5       | 2       | 7       | 162     | 99      |               |            |

Fonte: luckyshow.org

### Riepilogo partite disputate
| Anno           | Luogo     | Evento               | Fase del torneo | Incontro                  | Risultato |
| 2008           | Märsta    | Amichevole           |                 | Svezia - Norvegia         | 8 - 7     |
| 2008           | Helsinki  | Campionato nordico   |                 | Finlandia - Svezia        | 33 - 6    |
| 2009           | Solna     | Amichevole           |                 | Svezia - Finlandia        | 34 - 7    |
| 2010           | Åbo       | Amichevole           |                 | Finlandia - Svezia        | 7 - 20    |
| 2011           | Odense    | Campionato nordico   |                 | Danimarca - Svezia        | 3 - 26    |
| 2011           | Odense    | Campionato nordico   |                 | Svezia - Finlandia        | 26 - 20   |
| 2012           | Märsta    | Amichevole           |                 | Svezia - Finlandia        | 7 - 13    |
| 2013           | Vantaa    | Campionato nordico   |                 | Svezia - Danimarca Bianca | 19 - 0    |
| 2013           | Vantaa    | Campionato nordico   |                 | Finlandia - Svezia        | 20 - 14   |
| 2014           | Stoccolma | Amichevole           |                 | Svezia - Finlandia        | 14 - 23   |
| 2015           | Örebro    | Campionato nordico   |                 | Danimarca 1 - Svezia      | 23 - 57   |
| 2015           | Örebro    | Campionato nordico   |                 | Svezia - Finlandia 1      | 14 - 0    |
| 2016           | Märsta    | Amichevole           |                 | Svezia - Finlandia        | 39 - 6    |
| 6 ottobre 2018 | Vantaa    | Viking Line Bowl III |                 | Finlandia - Svezia        | 21 - 27   |

#### Team di sviluppo
| Anno | Luogo  | Evento             | Fase del torneo | Incontro                    | Risultato |
| 2011 | Odense | Campionato nordico |                 | Danimarca II - Svezia II    | 7 - 24    |
| 2013 | Vantaa | Campionato nordico |                 | Svezia II - Danimarca Rossa | ? - ?     |
| 2013 | Vantaa | Campionato nordico |                 | Finlandia II - Svezia II    | 16 - 6    |

## Confronti con le altre nazionali
Questi sono i saldi della Svezia nei confronti delle nazionali incontrate.

### Saldo positivo
| Nazionale | Giocate | Vinte | Pareggiate | Perse | PF  | PS  | Ultima vittoria | Ultimo pari | Ultima sconfitta |
| --------- | ------- | ----- | ---------- | ----- | --- | --- | --------------- | ----------- | ---------------- |
| Danimarca | 3       | 3     | 0          | 0     | 102 | 26  | 2015            | -           | -                |
| Finlandia | 10      | 6     | 0          | 4     | 201 | 150 | 2018            | -           | 2014             |
| Norvegia  | 1       | 1     | 0          | 0     | 8   | 7   | 2008            | -           | -                |